# 스크래치 주니어
스크래치 주니어(ScratchJr)는 5~7세 어린이들을 위한 입문용 프로그래밍 언어로, 블록 명령어를 연결하여 대화형 이야기와 게임을 프로그래밍할 수 있다. MIT 미디어 랩에서 8세~16세의 아이들을 대상으로 만든 교육용, 블록형 프로그래밍 언어 스크래치의 더 쉬운 버전이다. PC 버전은 없으며 2022년 12월 현재 iOS, Android 및 Chromebook에서 무료 앱으로 제공되고 있다.

## 역사
스크래치 주니어는 보스턴 대학교의 DevTech Research Group과 스크래치 개발팀 간의 공동 작업으로 개발되었다. 스크래치에서 영감을 받아 어린 아이들의 인지, 개인, 사회 및 감정 발달에 맞게 인터페이스와 프로그래밍 언어가 재설계되었다.

## 사용자 인터페이스

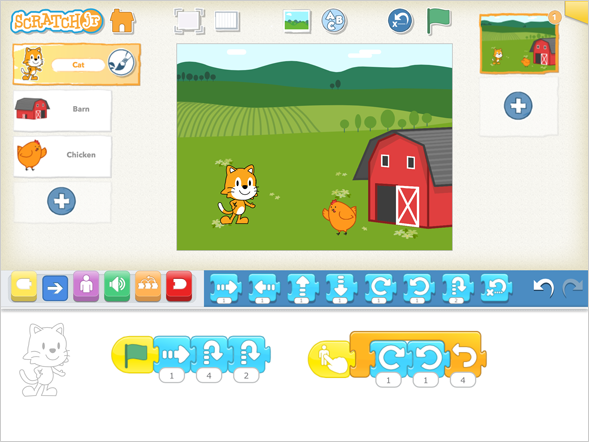
스크래치 주니어 메인 인터페이스

텍스트가 쓰여진 블록을 사용하는 스크래치와 달리 간단한 그림 아이콘이 그려진 블록을 사용하고, 인터페이스에도 텍스트를 최소화하여 이미지 위주로 구성되어 있다.

### 스프라이트 선택 영역
스프라이트는 프로그래밍한 명령어에 따라 움직이는 객체를 뜻한다. 왼쪽 상단 영역에 스크래치의 상징인 고양이 캐릭터가 기본으로 설정되어 있으며, 하단의 + 버튼을 눌러 다른 동물, 곤충, 사람, 과일, 건물 등의 다양한 스프라이트를 추가할 수 있다.

### 무대 영역
인터페이스 중앙에 보이는 화면이 이야기와 게임이 실행되어 보이는 무대이다. 무대 상단에서 배경 그림이나 텍스트를 추가할 수 있다.

### 장면 추가 영역
무대 오른쪽에는 장면을 추가할 수 있는 영역이 있다. 스프라이트와 마찬가지로 하단의 + 버튼을 눌러 다음 장면을 추가하고, 배경을 바꾸거나 스프라이트를 추가하여 새로운 화면을 구성할 수 있다.

### 블록 조립 영역
하단에 블록들과 블록을 조립하여 프로그래밍을 할 수 있는 영역이 있다. 스크래치의 블록 카테고리가 9개인데 반해 스크래치 주니어는 6개의 블록 카테고리를 가지고 있으며, 블록의 개수도 줄어들어 가장 기본적인 것들만 제공하고 있다.
| 블록 카테고리 | 설명                                                          |
| ------------- | ------------------------------------------------------------- |
| 이벤트        | 명령어를 시작하고 다른 스트라이프에 메시지를 보낸다.          |
| 동작          | 스프라이트를 이동하고 각도를 변경한다.                        |
| 형태          | 말하기, 보이기, 숨기기, 크기 조정하기 등 형태와 관련되어있다. |
| 소리          | 기본 제공 사운드 또는 사용자가 직접 녹음한 소리를 재생한다.   |
| 제어          | 지정된 횟수만큼 명령의 일부를 반복한다.                       |
| 마무리        | 명령어를 종료하거나 무한 반복 시킨다.                         |

## 프로젝트 저장 및 공유
스크래치 주니어 버전 1.2 이상을 실행 중인 경우 이메일을 통해 프로젝트를 공유할 수 있다. 아이패드에서는 에어드랍으로 공유할 수도 있으며, 공유 옵션에 액세스하려면 스크래치 주니어 에디터 오른쪽 상단 모서리에 있는 노란색 버튼을 탭하여 프로젝트 정보 페이지로 이동하면 된다.

## 언어
스크래치 주니어는 한국어, 영어를 포함하여 일본어, 중국어, 프랑스어, 독일어, 태국어 등 22개 언어를 지원한다. 공식 웹 사이트에는 번역을 돕는 자원봉사에 관심이 있는 경우 번역가 신청서를 작성하여 다른 언어 번역에 대해 문의해 달라는 안내를 하고 있다.

## 유사한 서비스
유아와 초등학교 저학년생을 주 타깃으로, 스크래치 주니어와 유사한 교육용 프로그래밍 언어 플랫폼은 비스킷(viscuit) 등이 있다.